# Jean-Baptiste Vallé House
La Jean-Baptiste Vallé House est une maison américaine à Sainte-Geneviève, dans le comté de Sainte-Geneviève, au Missouri. Construite vers 1787, elle est protégée au sein du Ste. Geneviève National Historical Park depuis sa création en 2020.